# Alan Basil de Lastic
Alan Basil de Lastic (1929 - 2000) là một Giám mục người Myanmar phục vụ tại Ấn Độ. Ông nguyên là Tổng giám mục chính tòa Tổng giáo phận Dehi và Chủ tịch Hội đồng Giám mục Ấn Độ. Trước đó, ông cũng là Giám mục chính tòa Giáo phận Lucknow và Giám mục phụ tá Tổng giáo phận Calcutta.

## Tiểu sử
Tổng giám mục Alan Basil de Lastic sinh ngày 24 tháng 9 năm 1929 tại Maymyo, thuộc Myanmar. Sau quá trình tu học dài hạn tại các chủng viện theo quy định của Giáo luật, ngày 21 tháng 12 năm 1958, Phó tế Lastic, 29 tuổi, tiến đến việc được truyền chức linh mục. Tân linh mục là thành viên của linh mục đoàn Tổng giáo phận Calcutta, thuộc Ấn Độ.
Sau hơn 20 năm mục vụ với cương vị là một linh mục, ngày 9 tháng 4 năm 1979, tin tức từ Tòa Thánh cho biết, Giáo hoàng đã tuyển chọn linh mục Alan Basil de Lastic, 50 tuổi, gia nhập hàng Giám mục, cụ thể là chức Giám mục phụ tá Tổng giáo phận Calcutta và danh hiệu Giám mục Hiệu tòa Cissa. Các nghi lễ tấn phong cho vị giám mục tân cử đã được cử hành sau đó vào ngày 27 tháng 5 cùng năm, với nghi thức chính yếu truyền chức do 3 giáo sĩ cấp cao đảm trách. Buổi lễ được tổ chức cách trang trọng, với vị chủ phong là Giáo hoàng Gioan Phaolô II, Thượng phụ Tây Phương. Hai vị khác trong vai trò phụ phong gồm có Tổng giám mục Duraisamy Simon Lourdusamy, Tổng Thư kí Loan báo Phúc âm cho Các Dân tộc và Tổng giám mục Eduardo Martínez Somalo, Thành viên Văn phòng Phủ Quốc vụ khanh Tòa Thánh.
Sau 5 năm phục vụ tại Tổng giáo phận Calcutta trên cương vị là một Giám mục Phụ tá, ngày 2 tháng 7 năm 1984, Tòa Thánh công bố quyết định từ Giáo hoàng về việc thuyên chuyển Giám mục Lastic đến Giáo phận Lucknow với chức vị mới là Giám mục chính tòa của giáo phận này.
Hơn 6 năm trong vai trò người lãnh đạo Lucknow của Giám mục Lastic chấm dứt bằng thông cáo từ Tòa Thánh ấn kí ngày 19 tháng 11 năm 1990 về quyết định thăng hàm Tổng giám mục cho Giám mục Alan Basil de Lastic và bổ nhiệm giám mục này vào vị trí Tổng giám mục chính tòa Tổng giáo phận Delhi. Sau mười năm về Delhi, ngày 20 tháng 6 năm 2000, Tổng giám mục Lastic từ trần, thọ 71 tuổi.
Ngoài các chức nhiệm từ Tòa Thánh công bố bổ nhiệm, ông còn kiêm thêm vị trí Chủ tịch Hội đồng Giám mục Ấn Độ từ năm 1998 cho đến khi qua đời.